# Ludomira
Ludomira – żeński odpowiednik imienia Ludomir, nienotowany w źródłach staropolskich.
Ludomira imieniny obchodzi: 21 marca, 7 maja i 31 lipca.
W 1994 roku imię to nosiło 1002 kobiet w Polsce. 